# Museo archeologico nazionale della Valle del Sarno
Il Museo archeologico nazionale della Valle del Sarno è un museo inaugurato il 1º luglio 2011 presso Palazzo Capua, a Sarno. La collezione permanente ospita i reperti archeologici venuti alla luce negli scavi archeologici condotti a partire dal 1970 nei territori di Sarno, San Marzano sul Sarno e San Valentino Torio, in un percorso espositivo che copre il periodo dalla preistoria al Medioevo. L'ingresso è gratuito.
Dal dicembre 2014 il Ministero per i beni e le attività culturali lo gestisce tramite il polo museale della Campania, nel dicembre 2019 divenuto Direzione regionale Musei.

## La collezione
All'interno del museo sono conservati numerosi arredi e corredi funebri prelevati dalle necropoli della Valle del Sarno, fra le quali alcune sepolture a cassa ellenistiche del IV secolo a.C. ricostruite all'interno del museo e provenienti dagli scavi di Galitta del Capitano, nel territorio di Sarno. In queste tombe, di periodo sannitico, sono conservate due pitture funebri su lastre di pietra. Romana è invece la statua funeraria conservata nel museo, che ospita anche gioielli e decorazioni bronzee e argentee dell'VIII-VII secolo a.C. provenienti da San Valentino Torio. La collezione, tuttavia, è esposta solo parzialmente. I lavori di adeguamento strutturale e funzionale delle aree del Palazzo Capua destinate ad ospitare il museo sono state realizzate anche grazie ai fondi del Gioco del Lotto, in base a quanto regolato dalla legge 662/96.

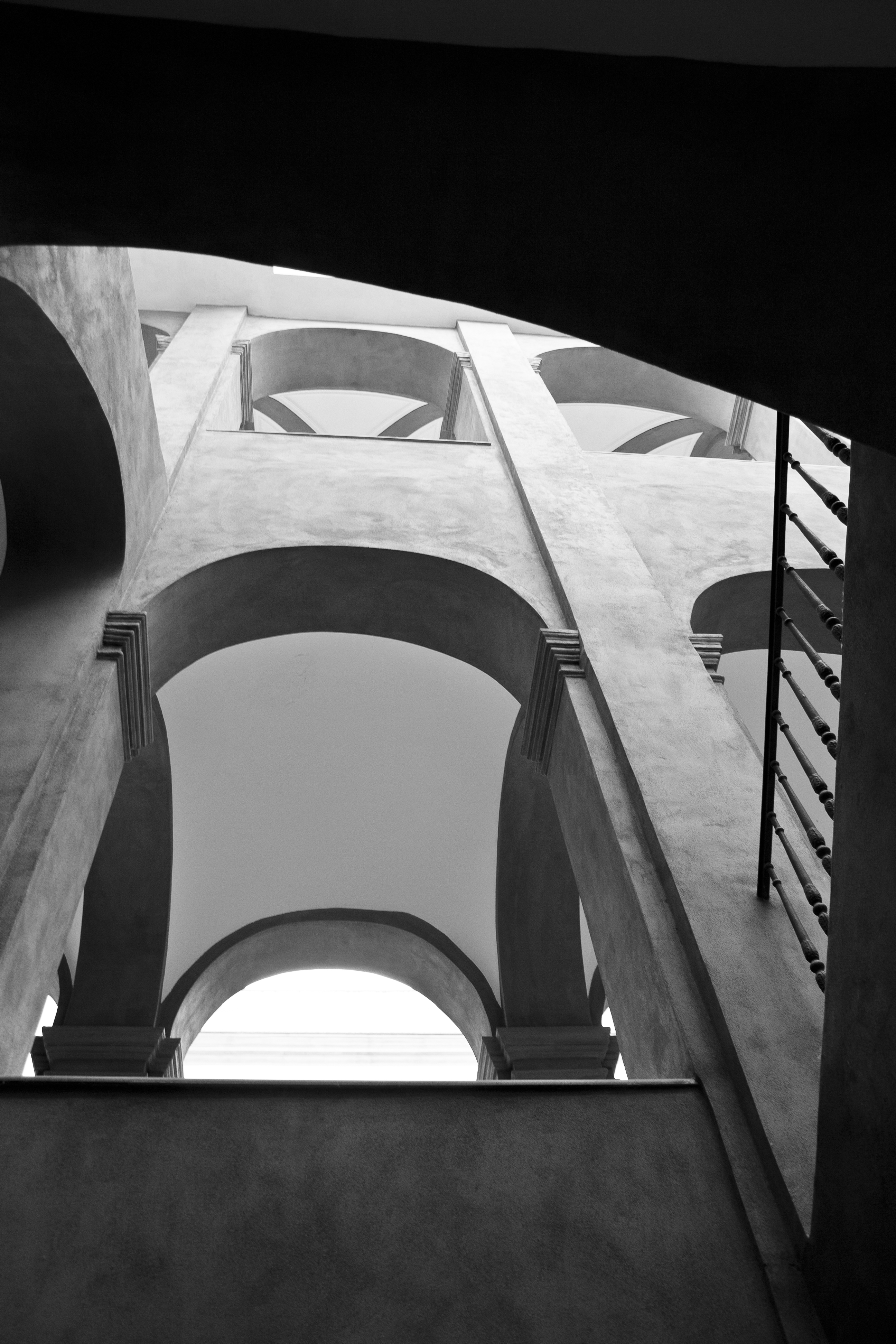
Un particolare degli interni

## Visite
Nel primo anno di apertura al pubblico il museo ha registrato circa 3.000 visite. L'ingresso è gratuito. Il museo è aperto dal martedì alla domenica, dalle 9.00 alle 19.00.